# Лиляна Коробка
Лиляна Коробка (на румънски: Liliana Corobca) е молдовско-румънска литературоведка, преводачка и писателка.

## Биография и творчество
Лиляна Коробка е родена на 10 октомври 1975 г. в село Сасени, район Кълъраш, Молдовска ССР, СССР. В периода 1992 – 1997 г. следва филология в румънско-латинската секция на литературния факултет на Държавния университет на Молдова. Специализира германистика в „Гьоте институт“ в Букурещ през 1997 г. После прави аспирантура в Университета в Букурещ, където през 2001 г. получава докторска степен степен по филология (с научен директор: проф. Николае Манолеску) с дисертация на тема: „Характерът в междувоенния румънски роман“.
В периода 2002 – 2012 г. работи като редактор в Института за литературна история и теория „Джордж Калинеску“ в Букурещ, и като експерт в областта на румънското изгнание и изследовател в Института за разследване на престъпленията на комунизма и паметта на румънското изгнание. Авторка и редакторка е на няколко книги за цензурата и изданията в изгнание. В периода 2004 – 2007 г. преподава следвоенна румънска литература в изгнание в университета в Плоещ.
Първият ѝ роман „Много черно“ (Negrissimo) е издаден през 2003 г. в списанието „Литературна Румъния“ (Romania literara). През 2004 г. получава романът получава наградата „Прометей“ за дебют на списанието и наградата за дебют на Съюза на писателите на Република Молдова.
През 2013 г. е издаден романът ѝ „Детска земя“ (Kinderland). Той представя историята на дванадесетгодишната Кристина, която е принудена да стане „майка“ на двете си по-малки братя и сестри, когато родителите ѝ заминават да работят в чужбина, за да печелят пари. Книга за жестокостта и нежността, за болката и ласката, отчаянието и надеждата – за земята на зрелите деца. Романът получава наградата за проза на Румънското радио, а през 2014 г. Кристалната награда на Международния фестивал Виленица.
Писателката получава стипендии и творчески резидентури в Германия (Щутгарт и Умгебунг, октомври 2009 г. – септември 2010 г.), Австрия (Полен, април 2011 г. – декември 2011 г.), Полша и Франция. От 2007 г. е член на Съюза на румънските писатели, а от 2017 г. е член на ПЕН клуб Румъния.

## Произведения

### Самостоятелни романи
- Negrissimo (2003)[2]
- Un an în paradis (2005)
- Kinderland (2013)
- Imperiul fetelor bătrâne (2015)
- Caiet de cenzor (2017)
- Capătul drumului (2018)
- Buburuza (2019)
- Ionesco: elegii pentru noul rinocer (2020)

### Документалистика
- Personajul în romanul românesc intebelic (2003)[2]
- Controlul cărții : : cenzura literaturii în regimul comunist din România (2014) – награда „Димитрие Ончул“